# Alegeri legislative în Italia, 1983
Alegerile politice din 1983 se ținuseră pe 26 iunie. Înregistraseră o creștere de voturi al Partidului Republican datorită secretarului său Giovanni Spadolini(primul președinte al consiliului non democreștin din istoria Republicii Italiane),si o marcantă flexiune al Democrației Creștine,care coborâse pentru prima dată sub 35%:diferența dintre DC si PCI fusese doar de un milion de voturi la Cameră si jumătate de milion la Senat,niciodată așa de coborâte in istorie. 
În mod succesiv Brettino Craxi devenise șeful guvernului,primul de după război sub conducerea unui partid de stânga.

## Sumar
Rezultate electorale: Camera Deputaților și Senatul Republicii
| Partide                                             | voturi     | voturi% | locuri |
| --------------------------------------------------- | ---------- | ------- | ------ |
| Democrația Creștina (DC)                            | 12.153.081 | 32,93   | 225    |
| Partidul Comunist Italian (PCI)                     | 11.032.318 | 29,89   | 198    |
| Partidul Socialist Italian (PSI)                    | 4.223.362  | 11,44   | 73     |
| Mișcare Sociala Italiană-Dreapta Națională (MSI-DN) | 2.511.487  | 6,81    | 42     |
| Partidul Republican Italian (PRI)                   | 1.874.512  | 5,08    | 29     |
| Partidul Socialist Democratic Italian (PSDI)        | 1.508.234  | 4,09    | 23     |
| Partidul Liberal Italian (PLI)                      | 1.066.980  | 2,89    | 16     |
| Partidul Radical (PR)                               | 809.810    | 2,19    | 11     |
| Democrația Proletară (DP)                           | 542.039    | 1,47    | 7      |
| Südtiroler Volkspartei (SVP)                        | 125.311    | 0,50    | 3      |
| Liga Venețiană                                      | 125.311    | 0,34    | 1      |
| Partidul Sardinian de Acțiune                       | 91.923     | 0,25    | 1      |
| UV - UVP - Dem.Pop. [1]                             | 28.086     | 0,08    | 1      |
| Partidul Național Pensionari                        | 503.461    | 1,36    | 0      |
| Lista pentru Trieste (LpT)                          | 92.101     | 0,25    | 0      |
| altele                                              | 158.360    | 0,43    | 0      |
| Total                                               | 36.906.005 | 100,00  | 630    |

| partide                                             | voturi     | voturi% | locuri |
| --------------------------------------------------- | ---------- | ------- | ------ |
| Democrația Creștină (DC)                            | 10.081.819 | 32,42   | 120    |
| Partidul Communist Italian (PCI)                    | 9.579.699  | 30,81   | 107    |
| Partidul Socialist Italian (PSI)                    | 3.541.101  | 11,39   | 38     |
| Mișcare Sociala Italiană-Dreapta Națională (MSI-DN) | 2.283.870  | 7,34    | 18     |
| Partidul Republican Italian (PRI)                   | 1.452.912  | 4,67    | 10     |
| Partidul Socialist Democratic Italian (PSDI)        | 1.183.912  | 3,81    | 8      |
| Partidul Liberal Italian (PLI)                      | 834.228    | 2,68    | 6      |
| Partidul Radical (PR)                               | 548.863    | 1,77    | 1      |
| Südtiroler Volkspartei (SVP)                        | 157.478    | 0,51    | 3      |
| PLI - PRI[2]                                        | 127.394    | 0,41    | 1      |
| Liga Venețiană                                      | 91.137     | 0,29    | 1      |
| Partidul Sardinian de Acțiune                       | 76.848     | 0,25    | 1      |
| UV - UVP - Dem.Pop. [1]                             | 26.547     | 0,09    | 1      |
| altele                                              | 1.110.393  | 3,57    | 0      |
| total                                               | 31.096.201 | 100,00  | 315    |